# Daisuke Sudo
Daisuke Sudo (Kanagawa, 25 april 1977) is een voormalig Japans voetballer.

## Carrière
Daisuke Sudo speelde tussen 2000 en 2010 voor Mito HollyHock, Shonan Bellmare, Ventforet Kofu, Vissel Kobe en Fujieda MY.